# Семён Иванович (князь стародубский северский)
Князь Семён Ива́нович (умер около 1508) — князь Стародубский, воевода во времена правления Ивана III Васильевича.
Из рода Можайских князей (Рюриковичи). Младший сын князя Ивана Андреевича, бывшего князя Можайского, в 1454 году бежавшего в Литву, и дочери Фёдора Львовича (Юрьевича) (князя воротынского). Имел старшего брата, князя Андрея Ивановича.

## Биография

### Служба Великому княжеству литовскому
Подобно своему отцу, князь Семён Иванович служил великому князю Литовскому. Когда в 1493 году, во время Пограничной войны (1487−1494), князь Иван Михайлович Воротынский бежал в Москву из Литвы, князь Семён Иванович и смоленский воевода Юрий Глебович погнались за ним и отняли захваченные им города Серпейск и Мещовск. В ответ великий князь Московский Иван III Васильевич послал сильное войско под Можайск; тогда литовские воеводы ушли к Смоленску.
В 1499 году князь Семён Иванович получил от великого князя Литовского Александра иммунитетную грамоту на свои владения в Литве — города Чернигов, Стародуб, Гомель, Любеч, Карачев и Хотимль.

#### Служба Ивану III
Весной 1500 года он вслед за князем Семёном Ивановичем Бельским перешёл в подданство Русскому государству вместе со своей вотчиной. Из-за этого вспыхнула война с Литвой (1500—1503), хотя объявил её не литовский князь, а сам Иван III, обидевший последнего нарушением договора, по которому они оба обещали князей с волостями в подданство не принимать. Князь Семён Иванович принимал деятельное участие в этой войне.
В мае 1500 года первый воевода Большого полка в походе на Литву, где в июле в Ведрошской битве разбил литовцев.
В 1501 году первый воевода Большого полка в походе из Стародуба к Мстиславлю. В этом же году первый воевода Передового полка в походе к Смоленску, а после отправлен первым воеводой Большого полка под Мстиславль, где он отличился вместе с князем Василием Ивановичем Шемячичем в битве под Мстиславлем, когда в ноябре полностью разбили литовское войско, в битве погибло около 7 тысяч литовцев.
В 1502 году князь Семён Иванович вместе с князем В. И. Шемячичем сильно опустошили литовские владения, в этом походе принял участие и Василий Семёнович Одоевский.
В русско-литовском договоре 1503 года князь Семён Иванович был признан «слугой» великого князя Московского. В этом же году участвовал в походе против литовцев.
В 1507 году первый воевода войск в походе на Литву.
Последний раз в документах князь Семён Иванович упомянут в июне 1511 года, но как действовавший вскоре после русско-литовского перемирия 1508 года. Тогда он захватил ряд речицких сел и придвинул русский рубеж «по самый Днепр».
После перехода в русское подданство Семён получил от Ивана III города Мглин, Почеп, Дроков и Попову Гору. Он был крупным служилым князем, с которым приходилось считаться и великому князю.

## Семья
Жена: Софья. Дети:
- Василий Тулуп (ум. после 1517), князь Стародубский;
- Мария.